# Polonaise (Film)
Polonaise (OT: A Song to Remember) ist eine US-amerikanische Filmbiografie, die eine fiktionale Schilderung der Beziehung zwischen Frédéric Chopin und George Sand in den Mittelpunkt der Handlung stellt. Die Hauptrollen spielen Cornel Wilde, Merle Oberon und Paul Muni unter der Regie von Charles Vidor. Der Film wurde auch als Triumph des Herzens betitelt.

## Handlung
Der bekannte Musiklehrer Professor Joseph Elsner schafft es, dass sein Schüler, der junge polnische Komponist Frédéric Chopin, die Chance erhält, in Paris ein Konzert zu geben. Aus Geldmangel kann die Familie Chopin sich die Reise nicht leisten und es vergehen weitere elf Jahre, ehe Frédéric den Sprung nach Frankreich und zu Ruhm und Anerkennung schafft.
Durch Franz Liszt wird Chopin mit der Schriftstellerin George Sand bekannt gemacht. Beide verlieben sich ineinander. Die fragile Gesundheit des Komponisten veranlasst George Sand, einen längeren Aufenthalt auf Mallorca zu organisieren. Das milde Klima tut Chopin gut und er komponiert einige seiner schönsten Stücke auf der Insel.
Nach ihrer Rückkehr nach Frankreich kommt es zum Streit zwischen Professor Elsner und George Sand über den weiteren Lebensweg von Chopin. Elsner ist der Meinung, ein Genie wie Chopin habe der ganzen Welt zu dienen und dürfe sich nicht an einen einzigen Menschen binden. Chopin lässt sich überzeugen und gemeinsam mit Elsner geht er auf eine Konzerttournee quer durch Europa. Seine angeschlagene Gesundheit fordert am Ende ihren Tribut und Frédéric Chopin bricht tot über seinem Klavier zusammen, während er an einer Komposition arbeitet.

## Hintergrund
Biografische Filme über berühmte Persönlichkeiten aus Politik, Kultur und Forschung sowie über gekrönte Häupter waren seit dem Aufkommen des Tonfilms immer beliebter geworden. Ein Hauptkennzeichen bildete die Schilderung des Konfliktes der Titelfigur, deren Errungenschaften/Erfindungen, Ideen oder Innovationen meist erst gegen den – zunächst erbitterten – Widerstand der Gesellschaft Anerkennung erhalten, die am Ende jedoch stets Erfolg hat. Dabei wird die Schilderung des Einzelnen gleichzeitig herausgelöst aus dem historischen Gesamtkontext und sein letztlicher Erfolg über die Unvernunft als schicksalhafte Bestimmung dargestellt.

„Der biopic konzentriert sich auf Geschicke des Einzelnen und blendet die historischen und gesellschaftlichen Beziehungen aus. Die Darstellung von einzelnen, klar umrissenen Episoden über prägende Erlebnisse, zeitweilige Anfechtungen und den letztendlichen Triumph des Einzelnen verstärken den Eindruck, dass die eigene Persönlichkeit und die eigene Bestimmung deckungsgleich sind.“

Die Pläne für die Verfilmung des Lebens von Frédéric Chopin reichten bis Mitte 1938 zurück. Frank Capra verfasste ein Drehbuch und Marlene Dietrich war als George Sand im Gespräch. Es dauerte jedoch bis 1944, ehe das Projekt tatsächlich in die Umsetzung ging. Das Studio entschied sich, den Film in Technicolor zu drehen und verpflichtete den bis dahin weitgehend unbekannten Cornel Wilde für die Titelrolle des Chopin. Die Besetzung des von Krankheiten geplagten Künstlers von eher schwächlicher Konstitution mit dem athletischen Wilde wurde von nicht wenigen Kritikern als gewisser Widerspruch aufgezeigt.
Während der Dreharbeiten hatte der Film unter anderem die Arbeitstitel The Song That Lived Forever, At Night We Dream, Chopin und Forever and Ever, ehe die abschließende Wahl auf A Song to Remember fiel. Die Klavierstücke, die Cornel Wilde interpretiert, wurden von José Iturbi eingespielt.
1946 verklagte Frank Capra erfolgreich das Studio auf Beteiligung am Gewinn. Capra konnte nachweisen, dass er maßgeblichen Anteil an der Entwicklung des Projekts hatte.
Auf das als Vorlage verwendete Skript von Ernst Marischka wurde auch bei dem Film Abschiedswalzer von Géza von Bolváry aus dem Jahr 1934 zurückgegriffen.

## Kritik
„Publikumswirksam inszeniert und gespielt, wobei auch Chopins Musik nicht zu kurz kommt.“

Ayn Rand warf in einer Veröffentlichung der Motion Picture Alliance for the Preservation of American Ideals dem Film vor, kommunistische und kollektivistische Botschaften zu implizieren, da Chopin sich hier für sein Land aufopfere, anstatt der eigenen Bestimmung zu folgen und zu musizieren.

## Auszeichnungen
Der Film ging mit sechs Nominierungen in die Oscarverleihung 1946, gewann jedoch keinen der Preise:
- Bester Hauptdarsteller: Cornel Wilde
- Beste Originalgeschichte: Ernst Marischka
- Beste Kamera (Farbfilm): Tony Gaudio, Allen M. Davey
- Bester Ton: John P. Livadary
- Bester Schnitt: Charles Nelson
- Beste Filmmusik (Drama/Komödie): Miklós Rózsa, Morris Stoloff